# Enzo G. Castellari
Enzo G. Castellari (Enzo Girolami, n. Roma, 29 de julio de 1938) es un actor, guionista y director de cine italiano, famoso por sus spaghetti westerns.

## Biografía
Enzo G. Castellari nació en Roma (Italia), el 29 de julio de 1938, siendo hijo del también director Marino Girolami. Su hermano mayor, Ennio Girolami fue actor de cine y en varias ocasiones trabajaron juntos. Estudió la carrera de arquitectura, aunque su verdadera vocación siempre fue el cine.
Su debut cinematográfico se produjo en 1967, con la película Voy... lo mato y vuelvo, un spaghetti western que seguía el camino marcado por El bueno, el feo y el malo de Sergio Leone. Un año después, repitió fórmula con Mátalos y vuelve (1968). Dentro de este subgénero, dirigió más películas y se granjeó cierta fama, hasta que con la película Keoma (1976), ideó una de las mejores películas del género. También es digna de mención su película Aquel maldito tren blindado (1977), la cual está ambientada en la Segunda Guerra Mundial.
Un dato es que en sus películas suele recurrir a la técnica de la cámara lenta para dar más espectacularidad a las escenas de acción.
Castellari hizo un cameo como comandante de escuadrón alemán en Aquel maldito tren blindado, y Quentin Tarantino eligió a Castellari para el cameo de un general alemán en su película Inglourious Basterds (2009), que se inspiró en la película de 1978 de Castellari.

## Filmografía como director
- 2008 - Ida y vuelta al infierno (director invitado)
- 2007 - ¿Quien mató al cuervo?
- 1997 - El desierto de fuego
- 1993 - Jonathan de los Osos
- 1983 - Tuareg
- 1983 - Los nuevos bárbaros (director y guionista)
- 1983 - Fuga del Bronx (director y guionista)
- 1982 - 1990: los guerreros del Bronx (director y guionista)
- 1981 - L'ultimo squalo
- 1977 - Aquel maldito tren blindado
- 1977 - El camino de la droga (director y guionista)
- 1977 - El gran chantaje
- 1976 - Keoma
- 1975 - Los locos del oro negro
- 1972 - Tedeum
- 1969 - El largo día del águila
- 1968 - Mátalos y vuelve (director y guionista)
- 1968 - Siete winchester para una matanza
- 1968 - Quella sporca storia nel West
- 1968 - I tre che sconvolsero il West
- 1967 - Voy... lo mato y vuelvo (director y guionista)